# Juutua
Juutua (sau Juutuajoki) este un râu în Finlanda. Are o lungime de 10 km și se varsă în lacul Inari.
Principala localitate traversată este Inari.